# اوکلی (یوتا)
اوکلی (به انگلیسی: Oakley) شهری در ایالت یوتا کشور ایالات متحده آمریکا است که جمعیت آن در سرشماری سال ۲۰۱۰ میلادی، ۱٬۴۷۰ نفر بوده‌است.